# Vitalij Grišin
Vitalij Nikolaevič Grišin (in russo Виталий Николаевич Гришин?; Mosca, 9 settembre 1980) è un allenatore di calcio ed ex calciatore russo, di ruolo centrocampista.

## Carriera

### Giocatore
Ha giocato nella prima divisione russa.